# 인공생명
인공생명(人工生命) 또는 아티피셜 라이프(영어: artificial life, ALife, A-Life)은 생명 현상(유전, 돌연변이, 교배 등)을 재창조 또는 모방하며, 로봇, 컴퓨터 모델, 생화학을 통해 생명현상의 특징을 시뮬레이션 하는것이다. 인공생명이라는 용어는 이 분야의 산파로 불리는 컴퓨터과학자 크리스토퍼 랭턴(Christopher G. Langton)(1948~)에 의해 1986년에 만들어졌다. 인공생명은 주요 3가지로 분류되는데 이들 이름은 인공생명에 대한 접근방법(soft는 software에서, hard는 hardware, wet은 생화학)에서 따왔다.
주로 부드러운(soft) 인공생명을 언급할 때 쓰인다.

## 개요
인공생명(人工生命, Artificial life)은 부분적으로라도 생명체의 특징을 갖는 인공체를 창조하기 위한 학문이다. 이를 위해 생명체의 구조와 분석을 통해 축적된 연구결과를 체계화하며, 인공적인 매체(하드웨어, 소프트웨어, 인공적인 유기체 등)가 생명의 탄생, 성장, 진화 등과 같은 특징이나 기능을 재현 혹은 창출하기 위해 노력한다.
이 분야의 연구자들은 물과 탄소를 바탕으로 한 DNA유기체만이 생명인 것은 아니라고 주장하며, 탄소를 기초로 하는 생명 형태 이후의 생명 형태를 연구한다.
이렇게 탄생, 성장, 진화가 가능한 인공생명은, 유전 알고리즘에 근본을 두고있다. 유전 알고리즘은 생명의 DNA를 디지털로 모사해서 진화 과정을 모방한 뒤, 이에 따라 스스로 해답을 찾아나감으로써 진화해간다는 개념이다. 예를 들어 부모의 형질이 자식에게 유전되는 과정에서 유전의 법칙이 적용되는 것처럼 유전자 알고리즘에서도 이 법칙을 따라 환경에 적용한 개체는 살아남고, 그렇지 못한 것은 도태되게 시뮬레이션 되어 있다.
존 폰 노이만은 인공생명 학문의 주요 핵심은 생명의 모방, 즉 자기-재생산이라 주장했다.
크리스토퍼 랭턴은 인공생명의 핵심 개념을 창발적 행동으로 보고, 이러한 행동은 개별적 행동들 사이의 모든 국지적인 상호작용으로부터 출현하며, 인공생명이 채택한 방법론인 아래로부터 위로의, 분산된, 국지적인 행동에 따른 결정으로부터 나온다고 설명한다.
종교적인 차원에서 신의 영역을 인간이 침범하려 한다며 생명윤리 논쟁이 제기되고 있다.
일부는 이를 '과학의 영역에 생명이라는 고귀한 영역을 양보하지 않으려는 문화적 경향'때문이라고 본다.

### 구별되는 개념
- 인공지능

인공생명이 생명을 이해하려는 학문이라면, 인공지능은 인간의 지능을 이해하려는 학문이다. 인공생명은 인공지능과 다르게 자기 생산, 복제 등 생명활동을 한다. 또한 인공지능이 중앙통제식의 하향적인 구조(top-down)로 되어있다면, 인공생명은 상향적인 구조(bottom-up)로 되어있다.
지능을 갖고 스스로 사고한다는 차원에서 기존의 첨단 디지털 제품 또는 로봇에 적용된 신경회로나 인공지능 프로그램과 비슷한 것 같지만, 인공지능과 인공생명은 본질적으로 다르다. 인공지능은 환경에 대한 정보와 조건을 프로그래머가 미리 입력해줘야 한다. 즉 조건과 정보가 적절하게 입력된 견고한 알고리즘으로 잘 짜여졌을 뿐 인간의 명령과 통제에서 벗어날 수 없다. 반면 인공생명은 스스로 알고리즘을 찾아내 유전, 교배, 돌연변이와 같은 생명체의 생물학적 진화 과정을 모방한 후 이를 통합해 인공적 매체 위에 그대로 구현한다. 초기 조건만 정해주면 나머지 과정은 프로그램 스스로 알아서 판단하고 결정하므로 인간의 개입 없이 생명체의 특징을 스스로 발현할 수 있다.
- 사이버네틱스
- 사이보그
- 안드로이드

## 분류
인공생명은 크게 3가지로 분류되는데, 이는 딱딱한 인공생명, 부드러운 인공생명, 젖어있는 인공생명이다. 이들 이름은 인공생명에 대한 접근방법(soft는 software에서, hard는 hardware, wet은 생화학)에서 따왔다. 컴퓨터 프로그램에서 적절한 모형을 만들어 생명의 형태를 탐구하는 부드러운 인공생명, 하드웨어에서 생명과 관련된 것을 구현하는 것으로써 로봇 공학과 밀접한 관계가 있는 단단한 인공생명, 생화학적 물질로부터 생명이 있는 계를 합성하려는 젖은 인공생명으로 총 3가지 형태로 구분된다.
또한 인공생명은 이미 존재하고 있는 생명을 넘어 생명-논리적인 생명의 범위를 확장하는 것으로 보이며 미래적이고 상상적인 동물학을 지향하는 것으로 해석할 수 있다. 이처럼 확장된 궁극의 지향점에 근접하는 시도들은 강한 인공생명으로 분류되고, 정보를 본질로 하는 실질적인 생물 유기체가 신체를 가진 형태로 구현될 것을 전망한다. 반면에 약한 인공생명은 컴퓨터 속에서 이루어진 창조가 생명의 제반 양상에 대한 시뮬레이션에 불과하다는 점을 인정하는 개념이다.이러한 인공생명의 형태를 실제로 구현한 사례에 있어서는 부드러운 인공생명과 약한 인공생명의 형태가 대부분이지만, 인공생명 로봇과 같은 분야에서는 단단한 인공생명, 강한 인공생명이 상당부분 발전해 있다.

### 딱딱한 인공생명(hard A-Life)
인공생명 시스템들을 특정 하드웨어에 적합하도록 만들어 탑재한 것이다. 로봇과 자동기계(automaton) 등이 여기에 속한다.
사람처럼 행동하고 생각하는 기계를 만들고자 하는 노력은 오래전부터 면면히 이어져왔는데, 그 노력은 2차 세계대전 이후 전자식 컴퓨터가 개발됨에 따라 현실화 그리고 본격화되었다.
- 재구성가능한 하드웨어(reconfigurable hardware)

사용자가 소프트웨어적으로 구조를 변경할 수 있는 반도체 집적회로로서 반도체 제조공정을 거치지 않고 다양한 구조의 반도체를 구현할 수 있기 때문에 많은 분야에서 응용되고 있다. 또한 이것은 환경의 변화에 적응하고 결함에도 견고한 하드웨어 시스템을 구축할 수 있는 길을 열어주고있다. 재구성가능한 하드웨어의 대표적 예는 FPGA(Field Programmable Gate Array)로서 이는 하드웨어 내부의 구성을 결정하는 비트스트링을 다운로드받음으로서 임의의 하드웨어 기능을 구현할 수 있다. 최근 이러한 하드웨어의 구조를 적응적으로 변경하고자 하는 연구가 새롭게 주목을 받고있다.
하드웨어의 재구성을 적응적으로 수행하기 위해서 현재 가장 많은 사람들의 주목을 받고있는 기술 중의 한 가지는 진화 알고리즘( evolutionary algorithms)을 이용하는 것이다. 진화 알고리즘에 의해 그 구조가 자동적으로 변화는 하드웨어를 진화 하드웨어(evolvable hardware)라고 한다. 하드웨어의 구조를 나타내는 비트스트링을 진화 알고리즘의 염색체로 표현하여 적응도(적합도)기반으로 하드웨어의 구조를 진화하고자하는 것이다.
진화방식에 의한 하드웨어의 설계는 기존의 회로 설계방법으로는 설계하기 힘들거나 설계할 수 없는 시스템을 설계할 수 있는 가능성을 제시하고있다. 진화방식에 의한 하드웨어 설계가 기존의 회로 설계를 대치하는 수단으로 사용되었을 때, 사람에 의한 기존 설계방식에 비해 다음과 같은 많은 장점을 가진다고 한다.

### 부드러운 인공생명(soft A-Life)
부드러운 인공생명은 소프트웨어 프로그램 상으로 존재하는 인공 생명을 말한다.
기존의 로봇의 동작이나 에이전트의 애니메이션은 사람이 일일이 움직임을 지정하여 시간에 따라, 혹은 조건에 따라 움직여왔다. 또한 최적의 움직임을 위해 정교한 수식을 동원해야 하는데 이것은 많은 인력과 시간을 요구하며, 다양한 패턴의 행동을 만들기 어려운 한계가 있다. 그에 반해 유전자 알고리즘을 사용한 인공생명 로봇은 스스로 문제를 해결하고 최적화된 움직임을 찾아내는데서 기존의 인공지능 기반 로봇과 차별화를 가지고 있다. 또한 이 프로세스는 비단 로봇공학에서 뿐 아니라 창의적인 움직임을 요구하는 영상산업과 게임, 아바타 산업 등에 폭넓게 사용될수 있다.
- 보이드

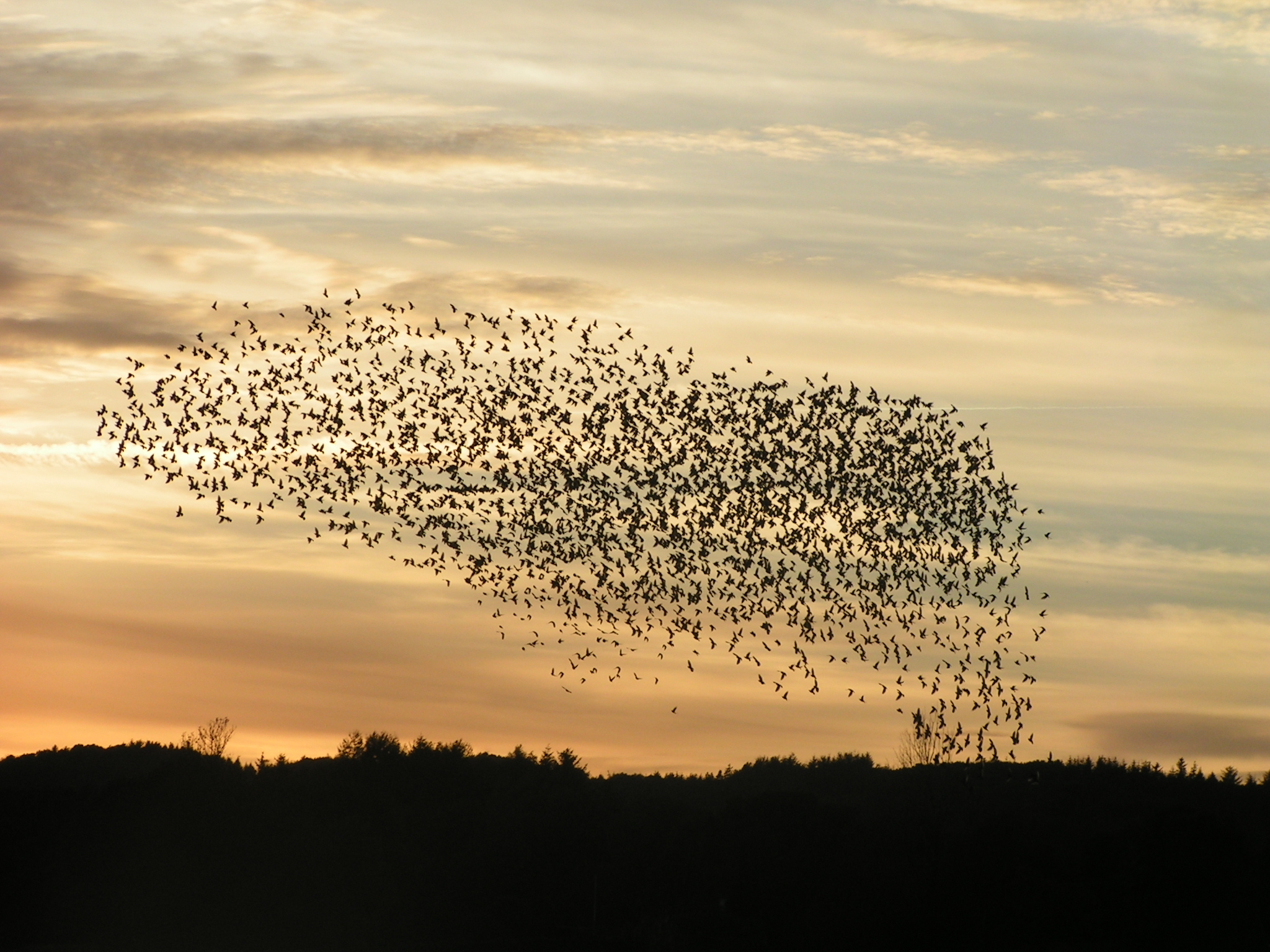
새 무리의 복잡한 형태는 간단한 규칙으로 이루어진다. 1.거리를 유지하고 2.정렬해야 하며 3.포식자를 피해야 한다.(레이놀드가 보이드에 부여한 규칙은 이와는 조금 다르다.)

크레이그 레이놀즈(Craig Reynolds)가 만든 보이드(Boid)는 새떼나 물고기떼, 또는 벌떼와 비슷한 집단 행동처럼 보이도록 1987년 SIGGRAPH에 제출된 논문에서 처음 등장한 기법이다.
각각의 보이드는 매 순간마다 자신의 주변을 다시 평가할 뿐, 무리에 대한 정보는 가지고 있지 않다. 무리의 보이드들은 어디로 가는지에 대해서 전혀 알지 못하지만, 모든 보이드들은 하나의 무리로서 움직이고, 장애물과 적들을 피하며, 다른 보이드들과 보조를 맞춰서 유동적으로 이동하게 된다.
이는 단순한 규칙의 적용으로 복잡한 행동이 나타나는 창발적 특징을 보여주며, 복잡해 보이는 자연현상이 실제로는 단순한 규칙들의 상호작용들로 이루어졌을지도 모른다는 가정을 갖게한다.최근에는 영화의 그래픽에 많이 사용된다.
영화에 컴퓨터 그래픽으로 거대한 무리의 움직임을 구현할 때 보통은 하나하나를 특정한 위치에 그린다. 하지만 인공생명 기법을 통해 생명체의 군집행동을 모방하여 움직이도록 만들 수 있다. 예를 들어 개체들 사이의 거리만 생각해볼 때 하나의 개체가 바로 주위의 다른 개체와 너무 가깝지도, 너무 멀지도 않아야 한다. 이 조건을 컴퓨터 그래픽에 적용해 각 개체가 복잡 미묘하게 움직이게 하고 전체 무리의 행동을 자연스럽게 만드는 것이 인공생명 기법이다.
영화 매트릭스의 기계로봇 센티넬도 인공생명이다. 영화의 센티넬들은 작은 물고기들이 모여 큰 덩치를 이루듯이 거대한 용의 모양을 갖춰 위협하고 하나의 센티넬이 어떤 표적을 확인하면 나머지가 무리로 몰려와 공격한다. 또 센티넬들은 기계세계를 지배하는 절대 권력자의 얼굴을 형상화하기도 한다.
영화의 센티넬은 인공생명 분야에서 연구되는 자율분산 로봇과 비슷하다. 자율분산 로봇은 여러 대로 구성되는데 각자가 자율적으로 주위 환경을 인식하고 다른 개체와 협조한다. 결국 정보를 공유해 전체가 최적의 움직임을 보여준다. 한 예로 자율분산 로봇에 특정 목적지를 찾는 임무가 주어진다면 초기에는 무질서하게 움직이지만 곧 한 개체의 훌륭한 행동을 본받아 모두 목적지를 찾아간다.

### 젖어있는 인공생명(wet A-Life)
실험실에서 인위적인 조작을 통하여 만들어진 실험체를 총칭한다.
현재까진 충분히 과학기술이 발전하지 못했고 생명체에 대한 충분한 이해가 부족하기 때문에,  다른 생명체의 클론이나, 기존의 생명체에서 유전자의 염기서열을 조금 변형한 유전자 조작 생명체를 만드는 연습 수준이라고 말할 수 있었다. 하지만 2010년 5월 놀라운 연구 결과가 발표되었다. 크레이그 벤터 연구소의 연구소장인 크레이그 벤터 박사는 사이언스 지에 "인공 유전자를 이용한 인공 합성 세포를 탄생시켰다.'고 발표했다. 이 연구가 놀라운 이유는 완전히 인간이 처음부터 끝까지 설계한 인공 DNA를 가지고 있는, 이전에는 없는 새로운 생명체이기 때문이다. 크레이그 벤터 박사는 이전에도 인공 바이러스 생명체를 발표한 바가 있기 때문에, 현재까지 인류 최초의 인공생명체를 만들 가장 유력한 후보라고 여길 수 있다.

## 역사
인공생명에 대한 관심은 아주 오래전부터 존재하여, 피그말리온이나 프랑켄슈타인과 같이 미신과 이야기의 주제가 되어왔다. 인공생명체를 만들어보려는 시도는 기계론적인 세계관이 싹트기 시작한 산업혁명 초기부터 본격화되었다. 컴퓨터가 만들어진 이후에는 컴퓨터 프로그램으로, DNA가 유전물질이라는 것이 밝혀지고 난 이후로는 생화학 수준의 인공생명 시뮬레이션이 진행되고 있다.

### 자크 드 보캉송

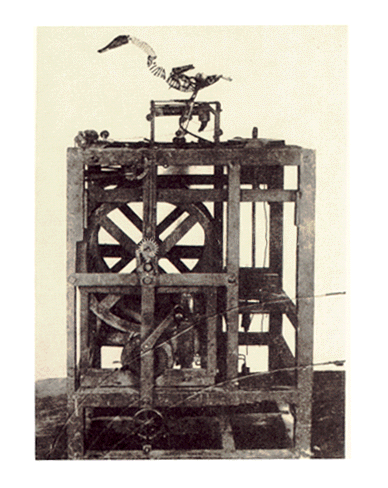
보캉송의 오리

1935년에 프랑스인 자크 드 보캉송이 만들어 공개한 정교한 자동 기계 오리이다.
동물을 모방할 수 있을 정도로 정교한 행동 체계를 갖춘 메커니즘을 구축한 사례 중 가장 유명한 예이다. 이 기계 오리는 머리와 꼬리, 날개를 움직일 수 있을 뿐만 아니라 "음식"도 삼킬 수 있었다.
비록 자기-재생산할 수 없어 인공생명이라 불릴 순 없지만, 이를 통해 다양한 메커니즘이 발전했으며, 자동기계를 프로그래밍할 수 있는 가능성이 생겨난 사례이다.

### 존 폰 노이만
존 폰 노이만은 인공생명의 아버지라 불린다.
폰 노이만은 자동기계가 스스로를 재생산할 수 있기 위해서 어떤 종류의 논리적인 구조가 필요한가라는 의문을 해결하고자 했다. 1940년대 후반에 했던 강의들을 보면, 그는 분명히 자기-재생산을 살아 있는 유기체를 정의하는 특징으로 간주했다. 따라서 자기-재생산 문제만 풀어내면 인공생명을 만들 수 있을 것이라 주장했다. 그가 생화학적인 수준이나 유전학적인 수준에서 시뮬레이트하지 않았던 이유는 그 당시에는 사실상 누구도 DNA가 유전 물질이라는 것을 알지 못했기 때문이다.
자기 재생산성이 이론적으로 제시된 앨런 튜링의 가상적 자동기계인 '튜링 기계'에 자극받은 폰 노이만은, 이보다 더 실제적인 모델에 가까운 이론적인 자동장치를 고안했다. 그리고 1948년, 자기 재생산 오토마타 이론(The Theory of Self-Reproducing Automata)라는 논문을 발표했다. 그가 구상한 컴퓨터 계산이자 물리적 기계인 이 모형은 유전학이나 생화학의 모형을 모사한 것이 아니라 생명 현상의 자기-재생산 자체에 대한 논리적 모형을 구상한 것이다. 간단한 원칙만으로 스스로 진화하는 복잡한 프로그램이며,  이전과 근본적으로 다른 점은 자신의 제조에 관한 정보를 복제하여 자신의 생산물에게 전달한다는 점이다. 이는 부모의 형질이 자식에게 유전되는 유전 매커니즘과 동일하다. 또한 외부로부터의 자극(입력신호)에 대응하여 내부의 상태가 변화하고, 그리고 신호 또는 동작의 형태로 외부에 출력한다. 이런 자동장치를 오토마타(복수형: 오토마톤)라 칭했다. 또한 그는 동료인 스타니스라우 울람(Stanislaw Ulam)이 제안한 셀룰러 오토마타의 형식 체계를 이용하여 각 세포들은 매우 간단하고 추상적인 '유한한 오토마톤(finite automaton)'으로 가득 차 있다고 가정하고, 생명체의 고유성질로 인식되었던 자기복제가 기계에 의해서도 얻어질 수 있다는 원칙을 발견하였다.
완성하지 못한 그의 세포 자동자 이론에서 생명은 장기판과 같은 수많은 격자 상의 공간에 위치한 '코드'로, 순수한 논리의 산물이라고 규정했다. 몇개의 단순한 규칙에 따라, 네모 칸은 지금 세대의 이웃셀로부터 얻은 입력을 이용하여 다음 세대의 자기 상태를 계산한다. 이것은 수학적 대상, 즉 일종의 형식주의를 시각적으로 표현한 것이다. 이러한 과정은 모두 생물학적 유전 과정을 모방한 것이다. 이 이론을 통해 생명을 탄소유기물로부터 해방시켜 다양한 논리적 구조들이 생명으로 불리게 되었다. 컴퓨터 바이러스가 가장 대표적인 인공생명의 예이다.

### 존 콘웨이
존 콘웨이의 생명게임
|         |  |         |  |         |  |            |  |                |
| 0-Laser |  | 2-Laser |  | Fontäne |  |            |  | Pulsator       |
| beacon  |  | bipole  |  | tumbler |  | octagon(2) |  | Pentadecathlon |

1960년대 존 콘웨이(John Conway)가 주장한 생명게임(Game of Life)은 존 폰 노이만이 발표한 세포 자동자 이론의 한 예이다.  인공생명체는 바둑판과 같은 격자 위에서 벌어지는 생명의 가상적인 변화이다. 어떤 한 칸의 상태는 그 주위에 인접한 4개, 또는 8개 칸의 상태에 따라서 정해진다. 예를 들어 한 세포는 주위의 셀이 지나치게 많거나 적으면 다음 상태에서 죽는다. 그리고 주위의 셀이 적당하면 그 자리에 생명이 생기거나 생명이 유지된다. 이 실험에서 살아있는 세포의 위치 변화는 상상을 초월할 정도로 다양했으며, 놀랍게도 어떤 다세포체는 자신의 초기모습과 같은 개체를 사방으로 복제시켰다.

### 크리스토퍼 랭턴

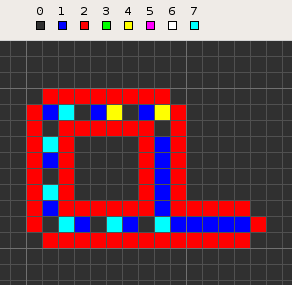
랭턴의 자기-재생산 루프

인공생명은 크리스토퍼 게일 랭턴(Christopher G. Langton)이라는 산파에 의해 본격적으로 성장을 이루었다.
컴퓨터가 생명 그 자체를 모의 실험할 수 있다고 확신한 랭턴은 폰 노이만의 셀룰러 오토마타를 응용하여 세계 최초로 가장 간단한 자기복제 셀룰러 오토마타를 창조했다. 랭턴은 그것을 '루프'라고 명명하였다. 루프의 놀라운 점은, 단순한 몇개의 규칙만으로 자기 복제 뿐 아니라 창발적인 구조(단순한 규칙을 적용하면 그보다 더 복잡한 규칙이 자발적으로 나타나는 현상. 생명의 진화 과정도 창발적이다. 인공생명은 이 창발성을 가장 중요한 토대로 삼는다)를 가진 것이다.
1987년 9월 미국 뉴멕시코주 로스앨러모스에서 ‘제1회 인공 생명 회의’가 랭턴의 주재로 열리면서 인공 생명은 컴퓨터과학·생물학·물리학 등 첨단과학의 모든 영역에서 가장 주목받는 분야로 자리잡았다.
이 회의에서 그는 "life as we know it"(우리들이 알고 있는 생명)이 아니고, life as it could be(있을 수 있는 생명)을 연구하자고 제창하였다. 그가 내린 정의에 따르면 인공생명은 유기체가 아닌 물질을 재료로 하며 본질은 정보이다. 컴퓨터 프로그램으로 가상세계를 만들고, 이 가상세계 안에서 생명체의 탄생, 성장, 진화과정 등 생명활동의 본질을 연구하고 재현함으로써 인공생명을 탄생시킨다.
크리스토퍼 랭턴 당시의 인공생명 연구에 대해서는 다음과 같이 7개의 핵심적인 요점으로 정리될 수 있다.

### 앨러드 립차버
2004년 12월 20일, 미국 록펠러 대학의 인공생명 연구팀을 이끌고 있는 앨버트 립차버(Albert Libchaber)는 최근 `국립과학원 회보(PNAS)' 최신호에 발표한 연구보고서에서 천연 세포와 똑같은 인공 소세포(vesicle)를 창조해 냈다고 밝혔다고 BBC 인터넷판이 보도했다.

이 인공세포는 모두 다른 생물체에서 추출해낸 물질들로 만들어진 것으로, 세포벽은 계란 흰자위의 지방분자에서, 세포내 내용물은 유전자적 특성을 없앤 대장균에서 추출한 것 등으로 구성되어 있다. 따라서  진정한 인공 생명의 성공적인 사례라고 볼 수는 없다.  연구팀장 립차버는 "이같은 반응은 이같은 반응은 생물학적 용액안에서 일어날 수 있는 단순한 화학적 반응일 뿐이며 세포가 생물적 기능을 하고 있는 것은 아니다"고 설명했다. 하지만 이들 연구팀이 `인공생명'의 실현가능성을 보여준 것은 분명하다.

### 크레이그 벤터
2003년 11월, 미국 생물에너지대안연구소(IBEA)의 크레이그 벤터(J. Craig Venter) 소장 연구팀은 원하는 유전형질을 담은 DNA 조각들만을 이어 붙여 5386개 염기 규모의 매우 단순한 바이러스 생명체를 창조하는 데 성공했다.
2010년 5월 20일(현지시각), J Craig Venter Institute의 연구소장인 크레이그 벤터 박사는 과학저널 <사이언스>에 인공유전자를 이용한 '인공 세포'를 탄생시켰다고 발표했다. 이 연구는 실험실에서 처음부터 끝까지 생명체의 모든 구성요소를 만들었다는 것은 아니다. 단지 화학적으로 실험실에서 DNA를 합성한 뒤 효모에 주입, 완전한 형태의 게놈으로 만든 뒤 염소의 유선염 박테리아 세포에 주입하여 새로운 박테리아를 탄생시킨 것이다. 이에 대해 벤터 본인은 컴퓨터를 부모로 둔 지구 최초의 자기복제 종이라고 주장했다.
이 연구성과가 놀라운 것은, 이 연구에서 창조된 박테리아는 다른 생명체의 클론도 아니고 기존의 생명체에서 유전자의 염기서열을 조금 변형한 유전자 조작 생명체도 아닌, 완전히 인간이 처음부터 끝까지 설계한 인공 DNA를 가지고 있는, 이전에 없는 새로운 생명체이기 때문이다. 비록 DNA 만을 만든 것이지만, 이것만 해도 인공생명체 분야는 엄청난 진보를 이룬 것이라 생명학계에서는 목소리가 일치하고 있다.
비록 크게 주목할 만한 성과가 나오기 했으나, DNA만 있다고 해서 생명체가 되는 것도, DNA를 제외한 다른 부분을 인공적으로 만드는 것도 쉬운 일이 아니기 때문에 <뉴욕 타임스>는 이런 연구 결과가 새로운 유기체의 탄생으로 이어지는 데는 몇년이 더 걸릴 것이라고 내다봤다.

## 특징

### 실재적
인공생명은 인간에 의해 창조된 계에 대한 연구이다. 따라서 이것은 컴퓨터나 기계 상에서 나타나는 현상이며 실제의 생명현상과는 무관한 것이 아닌가 하는 의문이 생긴다. 라스무젠(S.Rasmussen)은 인공생명의 실재성에 대해서 다음과 같은 논증을 제시하고 있다.
공리1. 범용컴퓨터는 어떠한 과정도 시뮬레이션할 수 있다.
공리2. 생명은 과정이다.
공리3. 생명과 무생물을 구분할 수 있는 기준이 있다.
공리4. 인공유기체는 자신의 우주인 실재 R2를 지각할 수 있어야 한다.  이것은 우리의 우주 R1이 우리에게 실제적인 만큼 실제적이다.
공리5. R1과 R2는 똑같이 실재들이다.
공리6. R2의 세부적 사항들을 연구함으로써 실재 일반 특히 R1의 기본적 속성들에 관해서 배울 수 있다. 우리의 세계 R1은 이 실재의 한 특수한 사례이다.
공리1과 2에 의해서 디지털 컴퓨터속에 생명을 시뮬레이션하는 것이 가능하며 그것을 담고 있는 하드웨어와는 무관하다는 것이 도출된다. R2는 R1을 통해서 구현될수 있지만 R1과는 무관하다. 인공생명의 세계는 우리와는 다른 물리학을 가지는 다른 세계이지만 우리의 세계만큼 실재적이다.
생명에 있어서 본질적인 것과 비본질적인 것을 구분할 수 있기 위해서는 우리와는 다른 생명체와의 비교가 불가피하다. 그러나 우리가 관찰할 수 있는 유일한 생명체는 우리를 포함한 지구상의 생명체 밖에 없다. 우리가 컴퓨터속에서 생명을 합성할 수 있다면 이것과 우리와의 비교를 통해서 무엇이 생명을 만들어내는 본질적 요소인지를 가려낼 수 있을 것이다.

### 상향식
비교적 복잡한 컴퓨터 프로그램을 짜야 할 때, 인기있고 성공적인 방법론의 하나는 하향식(top-down) 프로그래밍이다. 우선 하나의 프로그램을 데이터 읽기, 데이터 분석, 결과 보고 등으로 높은 수준의 작업(task)으로 나눈다. 다음 각 작업을 구성 부분으로 쪼개고 쪼개서 짤 수 있는 작고 쉬운 모듈로 나눈다. 간단히 말해서, 이 방법론은 주요한 측면의 개요를 만들어서 거기에 각 수준의 세부를 채워 나가는 식이다. 프로그램을 짜기 쉽고, 디버깅하기 쉽고, 수정하기 쉽게 해주는 매우 구조적인 방법이다. 더욱 일반적으로는, 생태계를 모델화하는 것과 같은 여러 모델링 과정에 하향식 방법을 적용할 수 있다. 그렇지만 하향식 방법론은 그 프로그램 또는 모델의 내용이 무엇인지 정확하게 이해하고 있고 그것을 표현하는 최선의 방법을 안다는 전제에 기반을 두고 있다.
인공생명 연구자들은 더 저급한 방법론을 이용한다. 복잡한 생태계를 이해할 필요도 없고, 인공 지능이 어떻게 작용하는지 이해할 필요도 없다. 그러므로 상향식(bottom-up)방법으로 시작하는 것이 더욱 합리적일 것이다. 이 방법에서는, 한 상황의 기본적 단위들과 지역적 상호작용을 모델화한다. 그리고 시스템을 작동시키고 그것의 행동을 진화시키고 해결 방안을 개선해 간다. 결국, 인공생명의 합성은 가장 낮은 단계에서 소단위들과 국소적인 상호작용에 대한 간단한 규칙을 정의하는 것으로 시작된다. 이러한 상호작용을 통해 나타나는 전체적인 행동, 특수한 규칙에 따라 프로그램 되지 않았던 행동이 발생한다.

### 종합적
전통적인 생물학의 연구가 살아있는 것들을 분석·분해하여 그것을 이루는 가장 작은 부분들로 설명하려는데 강조점을 둔다면, 인공생명의 관점은 컴퓨터나 다른 매체에서 생명과 유사한 과정이나 행동들을 합성·종합해내려고 시도한다. 인공생명은 인공생명의 단위에게 유전자를 합성하도록 함으로써 이 과정을 모방한다(예를 들어 MICROANTS 프로그램). 인공생명은 새로운 유전자 배열을 첨가할 수도 있다. 교차를 제외하면, 생물의 성은 유전자가 아닌 전염색체를 합성한다. 전형적인 유전자는 유전자 2만개를 가지고, 큰 유전자 블록이 한 단위로 유전된다. 그렇지만 인공생명 프로그램은 개별 유전자를 무작위로 선택할 수 있다. 또한 인공생명은 세 성, 네 성 혹은 더 일반적으로 n-성일 수 있다. 이것은 생물학적인 것을 뛰어넘는 모든 종류의 가능성을 연구하는 수단을 제공한다.

### 창발의 허용
창발이란 단순한 단위가 복잡한 비선형의 방식으로 상호작용할 때 창조되는 전체를 가리킨다. 그 시스템 전체의 형상이나 거동이 시스템 속의 작은 구성 요소 사이의 행동에 의해 성립하여, 상향적인(bottom-up) 상에 활동이 반영되어 있는 것을 말한다. 창발은 인공생명 연구분야에 있어 기본적이고 핵심적인 개념의 하나가 되어있다. 인공생명은 미리 기획되지 않는다. 예상되지 않았던 새로운 현상을 상위 단계에서 창발하게 하는 상향식 구성에 따라 인공생명은 자연스럽게 창발성의 논의로 이어지게 된다.

랭턴의 개미의 200번째 단계까지의 시뮬레이션이다.

크리스토퍼 랭턴(Christopher Langton)의 개미는 창발을 잘 설명해줄 수 있는 예 중의 하나이다.단순한 컴퓨터 개미를 만들어 보자. 다음으로 그 가상 개미(virtual ant)를 가개미(vant)라고 부르자. 이웃한 환경, 즉 컴퓨터 세포의 격자판에서 어떻게 반응하는지 결정하는 단순한 규칙 몇 개를 가개미에게 부여하자. 예를 들어 가개미가 빈 세포에 들어가면, 계속해서 전진한다. 파란 세포에 들어가면, 세포를 노란색으로 바꾸고 왼쪽으로 돈다. 노란색 세포에 들어가면, 세포를 파란색으로 바꾸고 오른쪽으로 방향을 바꾼다.  가개미를 동시에 동일한 격자판에 풀어놓으면 실제 개미와 매우 유사하게 움직이는데, 처음에는 이리저리 배회하다가 서로의 존재를 알아차리고 길을 만들어 나간다. 재미있는 점은, 랭턴이 가개미가 그러한 사회적 행위를 보이도록 뚜렷하게 프로그래밍하지는 않았다는 것이다. 행동은 자발적으로 전개되어 갔다. 단순한 규칙에서부터 전개된 복잡하고 예기치 못했던 행동 현상이 인공생명 실험에서는 되풀이해 나타났는데, 이를 창발적 행동(emergent behavior)이라 부른다.
창발적 행동은 인공생명의 가장 매력적이고 기본적인 측면이다. 창발적 행동으로 말미암아, 많은 인공생명 프로젝트는 연극의 인물을 창조하게 하고, 그 인물들이 줄거리를 만들어 가게 하는 것으로 된다. 창발적 행동은 확실히 인공생명으로 하여금 생물을 닮게 만든다. 또한 자기 조직화의 법칙이 작용하고 있다라는 생각의 강력한 근거가 된다.

## 철학
인공생명의 철학은 근본적으로 생명이 무엇인가에 관한 논의와 긴밀하게 연결되어있다. 인공생명을 다루는 이들은 이것이 생명이거나 혹은 생명이 아니라고 주장할 수 있으며, 만약 생명이라고 할 경우에는 이것을 어떻게 접근하고 대해야 하는지가 논의된다. 인공생명을 둘러싼 이러한 윤리적 문제는 인공생명의 발전과 전망에도 영향을 끼칠 것으로 보인다.

### 생명이란 무엇인가
아리스토텔레스는 축축한 야외생물학을 대담한 우주론적 사고와 결합시킨 최초의 사람 중 하나였다. 그는 살아있는 것의 프시케, 즉 생명력에 대해 이야기한다. 그에게 프시케는 어떤 종류의 짐승을 논하든지 상관없이 살아있는 유기체의 형상(형태)이다. 형상은 그가 탐구했던 네 가지 유형의 원인(물, 불, 흙, 공기)들 중 하나이다. 살아있는 것들 전체에 걸쳐서 아리스토텔레스는 네 가지 원인 유형 중 세 가지가 프시케에서 교차하는 것을 보았다. 프시케는 움직이는 역학적인 원리이자 목적이며, 육체의 본질이다. 아리스토텔레스에게 기독교적인 몸과 영혼간의 이원론은 전혀 존재하지 않는다. 그는 프시케를 쇠약, 성장, 생식, 감각, 욕망 등과 같은 몇 가지 기본적인 생명표현의 원천으로 보았다. 프시케는 자기-운동, 그리고 대체로 모든 유사한 “자기-”기능을 할 수 있는 유기체의 능력에서 중심적인 힘이었다.
이러한 아리스토텔레스의 이론을 지지하는 흐름은 현대에까지 영향을 미친다. 움베르토 마투라나는 모든 살아있는 것들의 통일성을 추구하라고 권장하는 생물학의 전통을 지지한다. 바투라나에게 반쯤 죽어있는 존재란 없다. 인간이 고안한 모든 생산물은 타자생산적이다. 즉 그것은 외부로부터 창조된 것이어서 자기생산적일 수 없다. 따라서 마투라나는 인공생명을 진짜 생명으로 인정하려 하지 않을것이다.
그럼에도 불구하고 아리스토텔레스의 고전적 사유 방식은 중세에 이르러 자연의 정합성을 강조하는 경직된 범주들의 체계로 굳어졌다. 즉 자연은 신과 대천사로부터 생겨나서 천사와 사람으로 내려가고, 끝으로 동물, 식물, 무기물에 이르는 존재의 대사슬 안에서 생각되었다. 그 사슬은 새로운 자연과학에 의해 깨졌다. 그 선두에 선 물리학에 의해 물질세계에 대한 새로운 역학적 해석과 더불어 자연과 더욱 유익하게 상호작용할 수 있는 관계를 위한 계기가 주어졌다.
많은 자연철학자들은 이미 세상에 있는 사물과 생물의 목록을 오래된 체계 내에 있는 세 개의 커다란 영역으로, 즉 서로 다른 동물, 식물, 무기물의 왕국으로 분류하려고 했다. 하지만 르네상스 시대에 이르자 각자가 속한 왕국의 경계를 넘어서는 동물과 식물 중간에 있는 구성원들이 발견되기 시작했다. 생물학이라는 학문은 유기적인 우주와 비유기적인 우주 간의 차이에 대한 의식을 가지게 하면서 천천히 나타났다. 이러한 의식의 고양은 모든 것이 기계의 일반적인 특성을 가지고 있다고 역설하는 기계론적 세계상에 잠재적으로 반대하고 있었다. 1700년대가 끝날 무렵, 몇몇의 해부학자, 식물학자, 자연사학자들, 특히 루이 도방통은 비유기적인 것과 유기체를 구별할 수 있는 독특한 특징이 오직 살아있는 것만이 가지고 있는 조직이라는 생각을 공표하였다. 설령 동물이 식물보다 더 조직적인 것처럼 보일지라도, 식물의 생명 기능 역시 무기물의 아름답지만 단순한 기하학과는 비교할 수 없을 정도로 훨씬 복잡한 고도의 조직화를 필요로 한다. 따라서 서로 다른 세 개의 왕국으로서의 자연의 이미지는 살아 있는 모든 것의 공통된 특성에 대한 탐구에 의해 바뀌었다. 이 새로운 노력에 대한 명칭은 1800년에 생겨났고, 통일된 생명과학이라는 개념은 19세기 중반 오귀스트 콩트의 저작들에서 처음으로 나타났다.
“살아있음”을 포괄적인 것, 즉 모든 생명 형태의 속성으로 보는 생물학적 통일성이라는 관념은 생각하는 기계라는 관념에 뿌리를 두고 있다. 이런 관념 속에서 [[데카르트는 자신의 몸을 발달된 기계로 여기기도 했다. 인공생명은 자동적으로 계산하고 산출할 수 있는 기계인 컴퓨터를 필요로 한다. 이러한 기계의 역사적인 선구자들 중 한 사람인 라이프니츠는 사고를 일종의 계산 과정으로 생각했다. 이런 의미에서 인공생명은 정보처리로 이해되어야만 한다. 생명이 형식이라면 그것은 정보전달의 형식이다. A-Lifer들에 따르면 생명은 정보이다.
생명에 대한 정의는 오늘날에도 정립되어있지 않다. 탄소맹목주의나 물질종속적인 관점에서 보이는 생명의 특징은 다음과 같다. 이것은 도인 파머와 알레타 다 벨린이 정리한 실재하는 생명의 핵심적인 속성을 이루는 목록이다.
1. 생명은 명확한 형태를 가진 조직이다.
2. 생명은 자기-재생산한다.
3. 생명은 자기-표현의 정보 창고와 결합되어 있다.
4. 생명은 신진대사를 통해 성장한다.
5. 생명은 환경과의 기능적인 상호작용을 시작한다.
6. 생명을 이루는 부분들은 서로에 대한 임계의 내적 의존성을 가지고 있다.
7. 생명은 혼란에 직면하여 동역학적인 안정성을 보여준다.
8. 개체가 아니라 그것의 계통으로서, 생명은 진화할 수 있는 능력을 가지고 있다.

컴퓨터 유기체가 생명인지의 문제를 앞의 파머와 벨린의 여덟가지 기준을 다시 검토해보며 설명할 수 있다.
1. 컴퓨터 바이러스와 레이의 기생체는 모두 패턴이다. 그들은 물질적인 대상이라기보다는 정보 구조이다.
2. 디지털 유기체와 바이러스는 스스로 재생산할 수 있다.
3. 그것들도 자기-표현을 가진다.
4. 그것들은 어떤 의미에서 신진대사를 한다. 이는 레이가 했던 것처럼, 기계명령이 단지 논리적인 기본 요소가 아니라 화학적으로 활성화되는 존재로서 해석될 수 있기 때문이다. 스스로 유지되고 특수한 자극에 반응하기 위해서 명령들은 열이 발생하는 동안 약간의 컴퓨터 전기에너지가 재분배되도록 지휘한다.
5. 이런 방식으로 컴퓨터 유기체는 인공적인 가상이든 “실재”하드웨어든 상관없이 그것의 환경과 기증적인 상호작용을 시작한다.
6. 그리고 디지털 유기체는 작고 기능적인 통일체이기 때문에, 우리는 그것을 이루는 부분들이 임계의 방식으로 상호 의존적이라는 것을 인정해야만 한다. 레이의 유기체는 확실히 죽을 수 있다.
7. 그러나 설사 사람들이 이러한 프로그램이 얼마나 역동적인지 논의할 수는 있더라도, 그것들도 자신들이 선호하는 환경 내에서는 안정적인 구조이다.
8. 여덟 개의 명령으로 된 선조 유기체를 풀어놓은 후, 티에라 내부에 출현한 다양한 형태의 프로그램이 관찰되었기 때문에, 그것들은 분명히 가계내에서 진화할 수 있는 능력을 부여받았음에 틀림없다. 레이는 심지어 고생물학자들이 지질학적인 화석 기록에 실제로 묘사했던 패턴에 상응하는, 대진화적인 패턴이라는 용어로 자신의 시뮬레이션을 이해하려고 시도했다. 그러한 패턴은 새로운 생명 형태로의 급속한 도약에 의해 중단되는, 긴 시기에 걸친 종의 안정성을 포함할 것이다.[17]

### 인공생명은 생명인가?
인공생명 연구원들은 크게 두 그룹으로 나뉜다.
- 강한 인공생명(strong alife) 그룹은 "생명이란 어떤 특별한 매개체와 상관없이 추상화될 수 있는 과정이다"라고 한다(John von Neumann). 토마스 레이는 그의 유명한 프로그램 티에라가 컴퓨터에 생명을 모방한 것이 아니라 합성한 것이라고 선언했다.
- 약한 인공생명(weak alife) 그룹은 탄소기반 화학용액에서 "살아있는 과정"을 생성할 가능성을 부정한다. 연구원들은 대신에 생명과정을 흉내내어 그 경이로운 현상을 이해하려 한다. 보통 사용하는 방법은 최소한의 가능한 해를 제공하는 agent based model을 통해서이다. 즉 ‘본질적으로 생명현상을 생성하는 것을 알 수는 없지만 단순한 어떤 것은 할 수 있을 것이다.’는 입장이다.[18]

강한 인공생명 그룹에 의하면 인공생명연구는 생명을 창조하기 위한 것이지만, 약한 인공생명 그룹에 의하면 인공생명연구는 생명을 흉내내는 모델링에 만족하게 될 것이다. 이와같이 인공생명의 본질은 인공생명연구자들 사이에서도 다르게 이해되고 있다.

#### 인공생명은 생명이 아니다.[19]
인공생명의 생명성을 부정하는 일련의 논변들을 정리하였다.
1. 인공생명은 컴퓨터 과학이나 수학일지는 모르지만 생물학으로서는 불가능하다. 왜냐하면 생물학은 여기 이 행성 위에서 실제로 나타나는 것과 같은 생명에 대한 탐구에 기초를 두어야만 하기 때문이다. 생명의 가장 중요한 특징 중 하나는 그것이 독특하다(unique)는 것이다. 에른스트 마이어는 독특성과 관련된 목록을 작성한 바가 있다. 생명에 담긴 화학적으로 독특한 특성은 살아 있는 세포에서 발견되는 핵산, 여러 종류의 단백질, 세포막 지질 등과 같은 거대 분자들이 자연에 있는 다른 어떤 장소에서도 발견되지 않는다는 사실에 있다. 우리가 생명의 특성을 이런 방식으로 추상해내는 동시에 여전히 살아 있는 어떤 것을 탐구한다고 주장할 수 있다고 믿는 것은 환상이다.
2. 인공생명 연구가 생명을 합성해내는 방법론을 사용하는 것에 대해 반박을 제기하기도 한다. 오늘날의 생물학은 분석적인 지식의 단편들을 포함하고 있을 뿐만 아니라 진화에 대한 더욱 폭넓은 이론화작업과 세포생물학, 그리고 광범위하게 연결된 통찰들로 이루어진 전체 생태학도 포함하고 있다. 또한 생물과 같이 복잡한 통일체는 어떠한 방법을 통해서도 합성될 수 없다고 말할 수 있다. 왜냐하면, 생물을 살아있는 존재로 규정하는 것은 다름 아닌 그 생물의 유기적 자율성, 혹은 움베르토 마투라나가 자기생산(autopoiesis)이라고 불렀던 것이기 때문이다. 결국 어느 정도라도 전일적인 방식으로 연구될 수 있을만한 정도는 아니다.
3. 소위 컴퓨터 유기체들은 진짜 생명이 아닐 뿐 아니라 결코 진짜 생명일 수도 없다. 예를 들어, 인공생명 연구자들도 분명 비너스에 있는 개별적인 기계부호나 레이놀즈의 세 떼 시뮬레이션에 있는 개별적인 보이드가 진짜라고 주장하지는 않는다. 오히려 그들은 모델 속에 있는 개별적인 부분들의 상호작용으로부터 창발하는 행동이 진짜 행동이나 진짜 진화라고 주장한다.
4. 발생학자들과 분자생물학자들은 모두 다 생물의 형태, 예를 들어 광대파리의 몸의 형태가 형태 형성의 실체를 부호화하는 유전자에 의해 결정된다는 점과 형태-발생의 기제를 이해하기 위해서 이러한 실체의 특수한 구조를 알 필요가 있다는 점을 지적한다.
5. 순전히 디지털적으로 생명을 실행하려고 시도한 결과로 생명이라 불리는 어떤 것이 나올 수 있을 것인지는 의심스럽다. 진짜 생물학적인 생명은 규칙을 깰 수 있는 능력에 의해 특징지어진다. 생명은 분명 일종의 게임이지만, 고정된 규칙에 따라 하는 것은 아니다. 규칙 자체가 진화할 수 있고, 진화가 이루어지면서 낡은 규칙들이 깨질 수 있다. 인공생명 연구자들이 연구하는 데 사용하는 모델들이 바로 그런 것이다. 즉 그것들은 단지 모델들일 뿐이다. 그것들은 규칙들, 특히 생물학자들이 일반적인 생물학 법칙들로 만들려고 했던 규칙들을 깨는 생명의 무정부적인 경향성을 포착하지는 못한다.
6. 창발에는 여러 가지가 있다. 인공생명이 창발적일 수는 있지만, 이것이 정확히 무슨 의미를 가지는지는 불분명하다. 생물학적인 전체로서의 생명은 열린, 미완의 과정인데, 이 과정에서 새로운 종이 창조되는 진화적인 의미에서뿐만 아니라, 개체가 진화하는 동안에도, 즉 유전형이 표현형으로 드러날 때에도 새로운 창발적 속성들이 발생한다. 새로운 종은 어떤 연역적인 방법으로도 이전 종으로부터 도출될 수 없고, 표현형의 속성들도 유전형 안에 명확하게 부호화되어 있지 않다. 그래서 창발은 생물학적인 계에서 일어나는 사실이다. 하지만 순수하게 물리적인 계에서도 그와 마찬가지로 이전에 나타나지 않았던 새로운 속성들이 창발하거나, 개별적인 구성 요소 부분들보다 더 높은 차원에서 새로운 속성들이 창발한다. 창발은 인공생명이 진짜 생명임을 보여주기에는 불분명하고 부적절한 기준이다.

#### 인공생명은 생명이다.[20]
1. 생명의 독특성을 주장하여 인공생명의 생명성을 부정하는 의견의 문제는 그것이 물리학과 수학을 각각 역학, 논리학과 동일한 것으로 보는 구시대적인 관점에 근거하여 만들어졌다는 것이다. 에른스트 마이어가 생명에 특징적인 것이라고 열거했던 대다수의 특성들은 오늘날 비평형 열역학이나 혼돈 이론, 인공생명 등을 연구하는 물리학자들에 의해 이미 다루어지고 있다. 화학적 독특성의 강조에 따른 이점도 인공생명 연구자들이 탄소 쇼비니즘라고 부르는 주장에 의해 만들어진 것이다. 탄소 맹목주의는 “다른 매체 안에 있는 생명”이라는 관념을 논박하는 것이 아니라 단순히 그것을 배제하는 것이다. 대신에, 지구상에 있는 수많은 생명의 영역에 대해 여전히 거의 모른 채 다른 매체 안에 있는 생명을 탐구하는 데 과학적인 자원을 희생시키는 것이 적절한지에 대해 검토해 볼 수는 있다.
2. 프로그램들은 본래 자기-재생산을 실행하기에 부적절하다. 프로그램은 자기-재생산할 수 없다. 이러한 결론이 인간이 장차 살아있는, 그래서 자기-재생산을 실행할 수 있는 인공적인 계를 결코 만들 수 없을 것이라고 말하는 것은 아니다. 다만 형식적인 기호를 사용한 계산적인 조작에 기초해서만은 일어날 수 없다고 말하는 것이다. 고전적인 컴퓨터에서와 같이 순차적으로 발생하는지, 아니면 병렬식으로 발생하는지는 부차적인 문제이다. 왜냐하면 순수하게 계산적으로 말해서, 이 서로 다른 구조들이 형식적으로는 같은 것이기 때문이다.
3. 우리는 우리가 시뮬레이션을 관찰할 때 시뮬레이션이 창조해 보이는 “창발”과 창발 자체의 현상을 구별해야만 한다. 세포자동차의 계산적인 발생 과정에서 세포자동차에 의해서 창조되는 패턴들이 우리에게 실재처럼 보인다고 하는 것은, 그 패턴들이 그것들이 모방했던 자연의 것과 동일한 속성들을 가지고 있는 과정을 실현한다고 말하는 것과 같은 얘기가 아니다. 패턴으로서 글라이더나 루프의 실재성은 여전히 가상적인 실재성으로 남는다.
4. 생명의 시뮬레이션에 의해 인공적으로 일어난 창발적 사건들이 지니는 중요한 점은 시뮬레이션 자체에 있는 것이 아니라, 그것들이 우리가 세계를 생각하는 방식을 변화시킨다는 사실에 있다. 피터 카리아니는 시뮬레이션 자체에 창발적 배열이 있다기보다는 오히려 시뮬레이션을 우리 자신의 마음속에 창발적 과정을 촉발시킬 수 있는 것으로 보았다.

### 인공생명과 윤리

#### 크레이그 벤터의 인공DNA
과학자들이 인공적으로 DNA를 만들어 이를 주입시킨 박테리아를 탄생시켰다. 생명의 근원인 유전정보를 인간 마음대로 조합한 인공생명체가 처음으로 탄생한 것이다.
미국 생명공학벤처 크레이그벤터연구소가 인공 DNA로 박테리아 군체를 증식시키는 데에 성공, 21일자 과학전문지 사이언스에 연구결과를 발표했다. 연구팀은 먼저 미코플라즈마 미코이즈라는 박테리아의 유전정보를 복사해 인공 DNA 조각들을 만들었다. 조각들을 하나로 이어 완전한 유전정보가 담긴 DNA 세트를 완성했다. 미코플라즈마 카프리콜룸이라는 다른 종류의 박테리아 세포에서 DNA를 빼내고 인공 DNA를 집어넣은 결과 카프리콜룸에서 미코이즈의 특성이 나타났다. 10억번 넘게 자가복제(증식)를 하는 동안에도 인공 DNA는 그대로 발현됐다.
이 연구소는 2003년 인공 바이러스를 만든 적 있지만 바이러스는 박테리아와 달리 스스로 단백질을 합성하거나 에너지를 내지 못하기 때문에 완전한 생명체라고 볼 수는 없었다. 이번 연구는 과학자들이 유전자를 조작하는 단계를 넘어 ‘제조’해낸 것이어서 생명공학 연구의 이정표로 평가받는다.
벤터는 “새로운 산업혁명을 일으킬 수 있을 정도로 잠재력이 큰 연구”라고 자평했다. 이번 성과를 응용하면 이산화탄소를 잡아먹는 박테리아, 에너지원을 생산하는 박테리아, 약용 물질을 만들어내는 박테리아 등 다양한 종류의 인공 박테리아를 생산할 수 있다. 하지만 윤리적 논란을 피하기 힘들 것으로 보인다. 영국 민간단체 ‘유전자감시’의 헬렌 월리스는 BBC방송과의 인터뷰에서 “인공 박테리아가 자연계에 퍼졌을 때 어떤 일이 일어날지 모른다”고 지적했다.

#### 인공 DNA를 보는 두 가지 시선
미국의 버락 오바마 대통령은 이 연구 성과에 대해 사전에 보고를 받은 후 백악관 생명윤리위원회에 인공유전자에 대한 검토를 지시했다. 인공적으로 만들어진 이 첫 인공 생명체, 박테리아가 의학과 환경 그리고 안보에 불러올 잠재적인 혜택은 물론 위험을 함께 분석한 후 정부가 취할 수 있는 조치는 물론 윤리적인 지침까지 마련하라는 요구였다.
버락 오바마 대통령이 백악관 생명윤리위원회에 검토를 지시한 내용에서도 나타나듯 이 연구 성과는 잠재적인 혜택은 물론 위험도 함께 가지고 있다는 것을 짐작 할 수 있다. 이 연구를 ‘갈릴레오, 코페르니쿠스, 다윈, 아인슈타인의 발견과 같은 인류사의 대단한 성과다’(펜실베이나대 생명윤리학과 아서 캐플랜 교수)라고 평하는 과학자들이 있는 반면 “인공유전자 및 인공생명체를 강력히 통제하지 않으면 생태계가 교란돼 지구상의 생명체가 사라질 위험이 있다.”(옥스퍼드대 유하이로 실용윤리센터 줄리언 살버레스쿠 교수)처럼 이 연구가 가져올 그리고 이 연구를 악용하는 이들이 생길 경우 불러올 엄청난 문제점들을 우려하는 전문가들의 인터뷰 내용이 속속 외신을 통해 보도되고 있다.
이 연구는 분명 인간이 새로운 생명체를 인공적으로 만드는데 한걸음 다가갔고, 백신과 같은 의약품과 공해를 만들어내지 않는 새로운 대체 에너지 개발이나 공기 중의 탄소를 제거하는 새로운 테크놀로지의 개발에 박차를 가할 수 있는 발판이 될 만하다는 기대를 할 수 있다. 인공세포만 만들었지 인공생명체를 만든 것은 아니라는 연구진의 인터뷰도 있었지만 전문가들은 큰 차이가 없다고 보고 있다. 이 연구로 인해 인간이 인위적으로 생명체를 만들어낸다는 점에서 윤리적인 문제, 환경적인 문제에서 논란이 될 수밖에 없는 문제다. 어떤 학자들은 ‘21세기의 프랑켄슈타인’을 만들 수도 있다고 말한다. 이 인공적으로 만들어진 박테리아가 생태계로 퍼진다면 자연과 인간에 엄청난 해를 끼칠 수도 있다는 우려에서 나온 말일 것이다. 또 테러리스트들의 손에 이 기술이 넘어간다면 치명적인 생화학무기의 개발에 이용될 가능성도 있다.

## 인공생명과 예술
인공생명예술은 인공생명 연구의 기술로 구현되는 예술현상이다. 음악, 미술, 그리고 그래픽 분야와 관련하여 인공생명 기술은 진화컴퓨터계산, L-시스템, 셀룰러오토마타 기법들이 다양하게 종합적으로 응용되고 있다. 따라서 인공생명예술은 인공생명 연구에 새로운 가능성들을 추가할 수 있다.  미첼 화이트로는 인공생명예술을 네 가지 영역으로 구분한다.
- 컴퓨터 안에서 배양되는 인공생명예술작품
- 컴퓨터와 외부 환경에 상호 작용하는 인공생명예술작품
- 인공생명이 로봇 안에 구현된 상태로 실재 공간에서 스스로 움직이는 형태의 인공생명예술작품
- 이 세 가지 구분에 덧붙여 전적으로 추상적인 이미지 표현을 산출하는 인공생명예술작품[23]

### 칼 심스

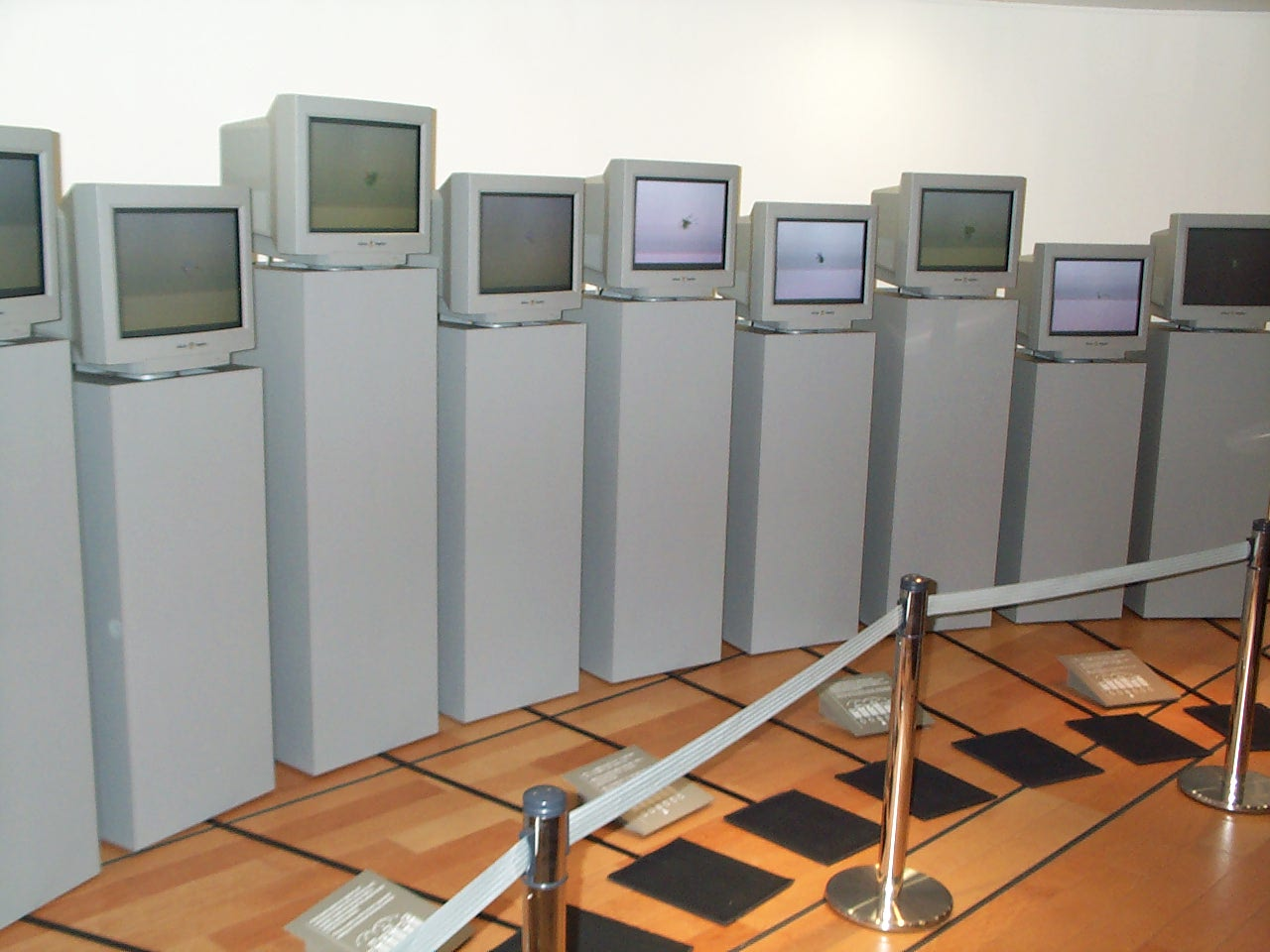
칼 심스, <갈라파고스>

칼 심스(Karl Sims)의 <판스페르미아>는 3차원 입체이미지들로 된 유사생명체들이 성장하는 프로그램이다. 여기에 사용된 진화원리들과 유전 원리들은 유전자형과 유전형의 발현 특성인 표현형, 선택, 그리고 재생산(혹은 증식), 교차 등이다. 이것은 유전자 알고리즘기법의 일반적인 연산자들로 이용된다. 심스는 여기에 나무의 성장을 시뮬레이션하는 L-시스템기법을 응용했다. 그리고 이 두 기법을 인공지능 언어인 LISP로 프로그래밍했다.
<판스페르미아>는 어느 외계행성에 떨어진 씨앗 하나가 수많은 상호교배와 돌연변이를 통해 다양한 식물 종으로 진화하는 과정을 담은 애니메이션이다. 인공진화를 통해 생성된 식물들 중의 많은 것이 이미 지구에 있는 것을 빼닮았으나, 이 인공 진화의 과정에서 지구에서는 볼 수 없는 특이한 새로운 형태의 식물들도 많이 나타났다고 한다.
그의 <판스페르미아>는 도킨스 이론과의 영향관계를 잘 보여준다. 진화에 대한 리처드 도킨스의 핵심적인 생각은 진화가 돌연변이와 같은 유전적 충격을 통해 우연한 순간에 갑자기 이루어지는 것이 아니라 지속적인 자연선택의 누적과정에 의해 결정된다는 것이다. 도킨스는 자신의 생각을 증명하기 위해 수십억 년 동안 지속되어온 진화의 역사를 일순간에 실험할 수 있는 방법을 생각한다. 바로 교배와 돌연변이, 그리고 선택 등의 몇 가지 진화 매개변수를 이용한 컴퓨터 프로그램이었다. 이 진화 컴퓨터 계산 모형은 놀랍게도 전혀 예측하지 못했던 2차원 가지 구조의 형상들을 만들어냈는데, 그는 이것들을<바이오모르프>라고 불렀다. 그는 몇 가지 규칙만으로도 진화를 시뮬레이션할 수 있음을 보여주었다.

### 크리스타 좀머러와 롤랑 미뇨노
크리스타 좀머러와 롤랑 미뇨노(Christa Sommerer and Laurent Mignonneau)는 생명연구가 출법한지 오래지 않은 1990년대부터 지속적으로 인공생명예술을 구현하고 있는 작가들이다. <에이-볼브>(1994)로부터 시작해서 <트랜스 플랜트>(1995), <겐마>(1996), 그리고 <겐마>의 개념을 확장한 <야릇한 생명>(1997)로 이어진다. 그리고 <야릇한 생명Ⅱ>와 <베르바리움>(1999)도 이 영역에 속한다. <생명타자기>(2006)와 같은 최근 작업들은 인공생명의 모티브를 일상의 사물들과 결합시키는 ‘친숙한 인터페이스’를 반영하고 있다.
인공생명예술의 중요한 목표들 중 하나는 작품을 살아있는 개체로 이해하고 이를 생태계의 관점에서 인간의 행위와 결합시키는 일이다. <에이-볼브>또한 이러한 노력의 궤적 위에 서있다.
<에이-볼브>는 1994년 당시 디지털 예술에서 흔히 사용되지 않았던 좀 독특한 사용자인터페이스를 갖추고 있다. 이 작품은 지구 탄생기의 원시 수프를 상징하는 듯한 수조를 인터페이스로 사용한다. 그 수조 속에서 유유히 떠다니는 인공생명체들은 서로 먹고 먹히는 생존공간을 형성한다. 이 작품은 생명이 물에서 태어나 촉촉한 액체로 존재한다는 옛 이야기에 대한 은유라고 할만하다.
관객들은 자신이 뿌린 씨앗 이미지가 어떻게 새로운 생명으로 태어나 성장하고 또 자손을 전파하는지를 한눈에 확인할 수 있다. 그러나 그들이 비록 이 새로운 생명의 발원이긴 하지만, 파종하는 일 이외에는 더 이상 직접적인 영향력을 행사할 수 없다. 관객들은 그 대신 수조 안에 손을 집어넣어 인공 생태계의 한 개체로서 인공생명체와 만날 수 있다.
<에이-볼브>는 인공생명을 지닌 가상유기체가 인간과 상호작용함으로써 진화하는 생태계이다. 이 작품은 인공생명 연구의 초기에 중요한 역할을 했던 토머스 레이가 직접 작품제작에 참여했던 것으로도 유명하다. 생물학자인 레이는 1990년대초 인공생명 시스템 <티에라(Tierra)>로 컴퓨터의 가상공간 안에서 자육적으로 진화하는 인공생명을 실험했던 인물이다.
<에이-볼브>는 관객, 이미지 에디터, 그리고 수조를 포함한 시스템 등의 세 가지 구조로 되어있다. 관객은 터치스크린을 통해 초기 이미지의 형태를 만들어낸다. 이 이미지들은 <에이-볼브>의 알고리즘을 통해 3차원의 젤리피시로 배양된다. 물이 담겨있는 수조 안에서 인공생명체인 이 젤리피시들은 수조 안에서 움직이는 관객의 손에 직접 반응하기도 하고, 자기들끼리 서로 생사의 경쟁을 벌이기도 한다. <에이-볼브>의 인공생명체가 수조라는 환경에 가장 잘 적응하는 조건은 얼마나 빨리 수영을 할 수 있느냐는 운동능력에 달려있다. 더 빠르게 헤엄칠 수 있는 젤리피시만이 더 느린 젤리피시를 먼저 잡아먹을 수 있는 것이다. 환경에 최적화된 인공생명체들은 서로 교배할 수 있으며, 또한 자손을 퍼트릴 수 있다.

### 케네스 리날도
케네스 리날도(Kenneth Rinaldo)는 외부세계에서 개체로 살아 움직이는 자신의 작품 <오토포이에시스(Autopoiesis)>에 대해 ‘사이버네틱스의 발레’라고 부른다. 그의 <오토포이에시스>는 단순한 오토마타가 아니다. 여기 등장하는 로봇팔들은 서로를 알아보고 낯선 방문자를 마중한다. 우리와 대화하길 원하며 흉내내길 원한다.
이 작품의 명칭인 ‘오토포이에시스’는 ‘자율적인 생산’ 혹은 ‘자기생산’이라는 말로 옮겨질 수 있다. 이 용어는 원래 뇌신경생리학자인 움베르토 마투라나와 프란시스코 바렐라의 것으로, 이들은 생명의 기본적인 특성을 ‘오토포이에시스(autopoiesis)’라 불렀다. 그들에 따르면 생명체는 기능상 폐쇄적인 시스템을 유지하면서도 외부의 타자와는 지속적으로 에너지 교환 작용을 통해 자기를 조직화한다. 리날도는 이 로봇이 자동성을 넘어 자율성을 갖춘 미적 생산자이길 바란다.
케네스 리날도는 로드니 브룩스의 영향을 수용한 로봇예술가로 잘 알려져있다. MIT 인공지능 로봇 센터의 브룩스는 선형적인 제어시스템으로서의 인공지능을 비판하고 그 대신 새로운 형식의 인공지능 개념을 주장했다. 그는 기존의 인공지능 연구방향과 반대로 인간의 두뇌를 전체적으로 모방하려는 노력에서 벗어나, 벌레들의 단순한 감각반응으로부터 고도의 지능으로 진화하는 인공지능 개념을 말한다.

### 가와구치 요이치로
가와구치 요이치로(河口洋一郎)는 최초로 인공생명의 개념을 제시한 사람 중 하나로, 1970년대부터 컴퓨터로 살아 있는 예술작품을 만드는 프로젝트를 진행해왔다. 그는 로켓 발사를 보며 외계로 나가는 상상을 했던 어린 시절이 체험이 작품의 기초가 되었으며, 언젠가 인류가 지구를 떠나야 할 때를 대비하여 생명을 존속시킬 목적으로 인공생명을 만들고 있다고 말한다. ‘성장 모델’에서 출발한 그의 생명 프로젝트는 최근 감정을 가지고 인간과 상호작용하는 ‘지모션’으로 진화했다. 인공생명에 일본 전통문화를 결합시키기도 했던 그는 생물학의 특수진화를 거론하며, 미디어 아트가 국제적으로 획일화되기보다는 지역적 고립을 통해 다양성을 유지해야 한다고 주장한다.
그는‘생존’하기 위해 예술을 한다. 그는 해저도시나 행성도시 등의 미래적인 상상력을 토대로 그러한 환경에서 필요한 생물체를 합성하는 것을 예술적으로 표현한다. 그의 작품 <성장 모델>에는 자기유사성의 원리가 들어있으며, <신비한 은하>에서는 메타볼을 사용해 공 모양의 그 형태들이 스스로 자라면서 사람처럼 자손을 낳는 모습을 담았다.

### 마코토 히라하라
컴퓨터와 네트워크를 활용한 다양한 형태의 인공생명예술은 이제 스마트폰으로 그 관심을 옮기고 있다. 스마트폰에서 '앱'의 형태로 다양한 시도가 이루어지고 있다. 일본의 미디어 아티스트 마코토 히라하라(まこと平原)의 작업인 <Flowerium> 역시 이러한 스마트폰용 인공생명 앱아트라고 할 수 있다.
<Flowerium>은 쉽게 말해 가상의 식물을 창조하는 프로그램이다. 애플리케이션을 실행 시키고 빈 공간을 만지기만 하면 씨앗이 바닥에 떨어지고 그 생명들은 줄기를 뻗으며 꽃을 피운다. 그렇게 자라나는 식물들은 각자의 소리를 가지고 있어서 사용자는 '음악'과 '생명'을 동시에 '창조'하는 기쁨을 느낄 수 있다. 신디사이저의 신비로운 소리와 함께 자라나고 또 사라나는 식물을 보고 있으면 생태계의 작은 흐름을 볼 수 있다.
중간중간 마음에 드는 식물들의 조합이 나온다면 언제나 캡처를 하고 SNS 서비스에 공유도 할 수 있다. 그리고 새로운 조합의 꽃이 생성되었을 때는 기록을 통해 라이브러리에 저장해 둘 수 도 있다.

### VIDA: Art and Artificial Life International Awards
VIDA는 스페인어로 생명이라는 뜻인데, 이 의미를 살린 'VIDA: Art and Artificial Life International Awards'는 스페인의 Telefonica 재단이 예술과 인공생명 프로젝트를 공인하고 시상하는 국제 경쟁 대회이다. 1999년 VIDA 2.0을 시작으로 올해까지 매년 진행되어 왔다. VIDA는 인공생명 예술 뿐아니라, 인공생명 관련 분야의 첨단 기술을 연구하는 학제간 연구 프로젝트들도 초대하고 있다.

## 인공생명의 꿈
생명의 기원은 아주 오래전부터 많은 사람들의 관심거리였다. 따라서 인공생명은 SF나 판타지 등의 환상문학, 영화, 게임 장르에서 어렵지 않게 찾아볼 수 있는 소재이기도 하다.

### 설화 및 신화
- 피그말리온

피그말리온은 그리스 신화에 나오는 한 조각가이다. 그는 자신의 창조물인 아름다운 여인상을 사랑하여, 여신 아프로디테에게 빌어 인간으로 만들었다고 한다. 이에 유래한 피그말리온 효과라는 심리학 용어가 존재한다.
- 골렘

골렘은 유대인들의 신화에 나오는 인간의 창조물이다. 진흙으로 빚어 랍비의 주문으로 생기를 불어넣어 만든 괴물.
- 호문쿨루스

호문쿨루스(homunculus)는 라틴어에서 온 말로 인간 또는 작은 생명체를 뜻한다. 호문쿨루스는 정액 속의 소인간을 의미하는 용어였다. 하지만 연금술사들 사이에서 이 호문쿨르스를 여성의 태를 빌리지 않고 인공적으로 사람으로 완성시키고자하는 움직임이 있었고 이를 통한 각종 이야기가 대량 생산되면서 그 의미가 변질되었다. 호문쿨루스를 만들려고 시도했던 대표적인 연금술사는 파라켈수스이다. 각종 설화에 따르면 호문쿨루스는 그 생명이나 육체가 기술에 의해 만들어졌기 때문에, 태어나면서부터 기술을 몸에 지니고 있으며 아무에게도 배울 필요가 없다고 한다. 또는 기술 뿐만이 아니라 세상의 모든 진리를 알고 있다는 설도 있다.

### 소설·영화

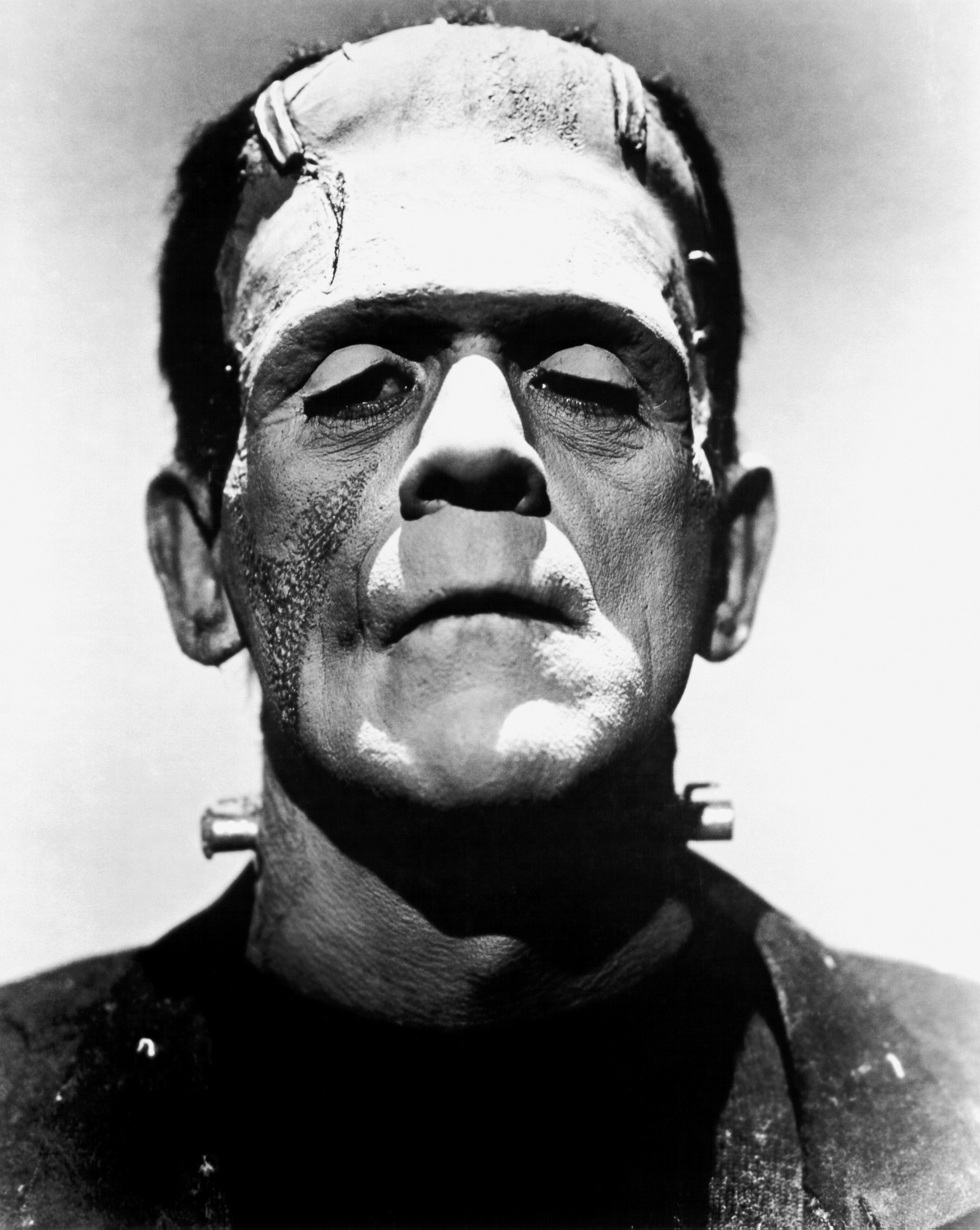
보리스 칼로프의 프랑켄슈타인 괴물 역할 사진.

- 프랑켄슈타인보리스 칼로프의 프랑켄슈타인 괴물 역할 사진.

메리 셸리가 과학 실험에 의해 만들어진 한 괴물에 대해 쓴 소설이다. 메리 셸리는 6주동안의 유럽여행을 하던 도중 뇌샤텔에 들렀는데, 이것은 <프랑켄슈타인>을 쓰기 2년 전이었다. 이 때 그녀가 자크 드로의 안드로이드를 보았을 가능성이 높아보인다. 메리 셸리의 아버지인 윌리엄 고드윈의 마지막 저서인 <마법사들의 생애>에는 인공생명을 제작했던 수많은 사람들에 관한 이야기가 기록되어 있다. 셸리의 소설에 나오는 젊은 시절의 빅터 프랑켄슈타인에게서 이들 중 몇 사람의 흔적을 엿볼 수 있다고 한다.
- 피노키오

- 영화 A.I.

감정이 있는 로봇 데이비드가 마법의 힘으로 진짜 인간이 되어 잃어버린 엄마의 사랑을 되찾기 위해 여행한다는 줄거리의 영화이다.
- 영화 13층

가상 시뮬레이션 컴퓨터 게임이 현실(혹은 다중우주)이었다는 줄거리의 영화이다.
- 아이작 아시모프

SF소설 작가이자 대가이다. 오늘날 로봇공학(Robotics)이라는 이름으로 통하는 분야는 1945년 아이작 아시모프의 공상과학 소설에 나오는 로봇(Robot)이라는 단어로부터 만들어졌다.(로봇이라는 단어 자체는 카렐 차페크가 1921년에 고안했다.)
- 그 외에도 디지몬 테이머즈, 공각기동대, 인류멸망보고서, 터미네이터, 바이센테니얼 맨 등이 있다.
- 디지몬 테이머즈와 테이머즈1984에서 디지털 인공생명체에 대한 묘사가 자세하게 나온다.

## 같이 보기
- 인공지능
- 지적설계
- 창조론
- 퍼지
- 혼돈 이론

## 참고자료
- 인공 생명 저널[깨진 링크(과거 내용 찾기)]
- International Society of Artificial Life (ISAL)
- Christopher Langton, What is Artificial Life?
- J Craig Venter Institute
- 미디어아트 예술의 최전선, 진중권
- 기계 속의 생명, 클라우스 에메케
- 스티븐 레비, 김동광 역, 인공생명, 사민서각